# Корабль дураков (поэма)

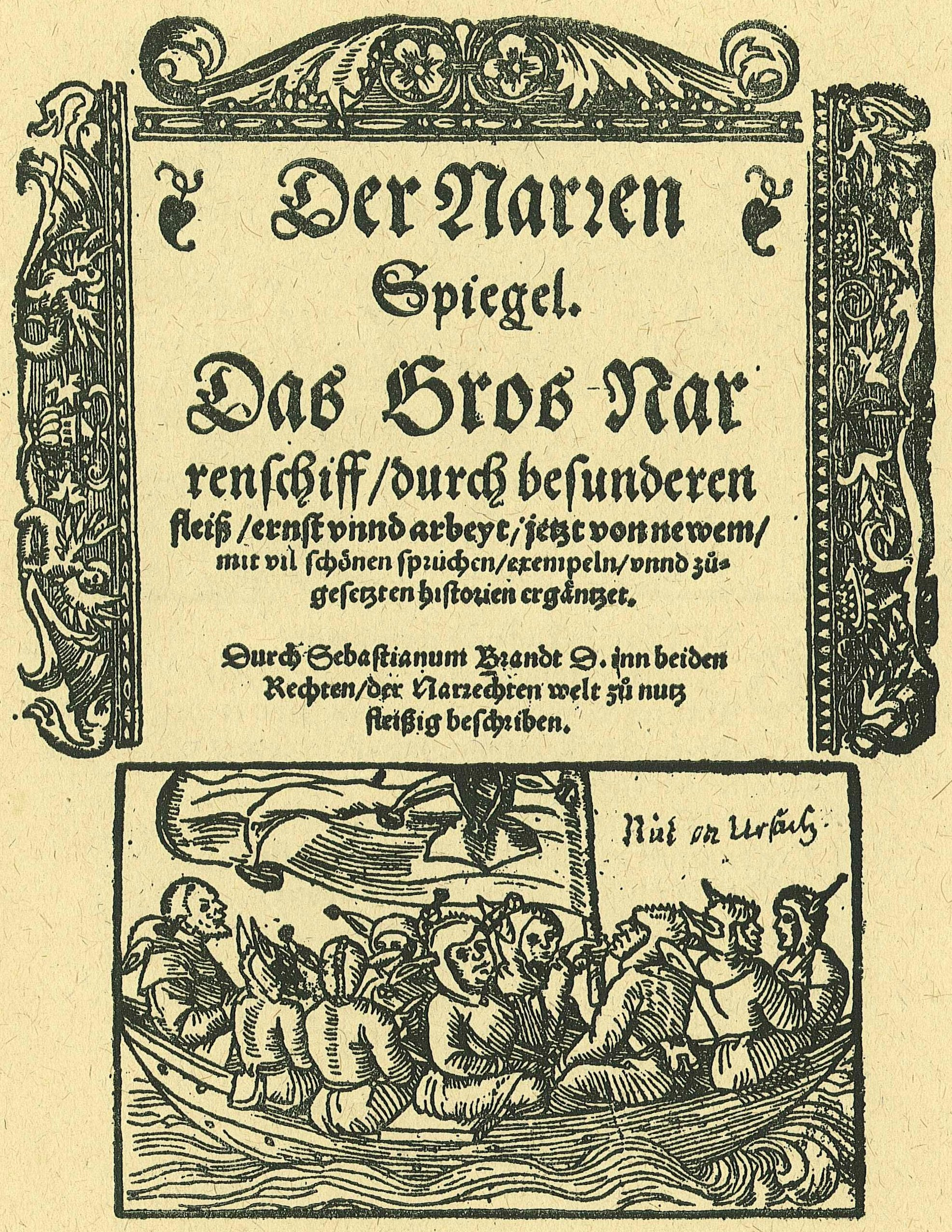
Титульный лист издания 1549 года

«Кора́бль дурако́в» (нем. Narrenschiff) — сатирико-дидактическая поэма  немецкого гуманиста Себастьяна Бранта. Первое издание вышло в 1494 году.

## Художественные особенности
Своей известностью Брант менее обязан многочисленным латинским стихотворениям, чем большой сатирической поэме «Корабль дураков» (нем. Narrenschiff, оригинальное название в XV веке — Daß Narrenschyff ad Narragoniam; Базель, 1494), в которой он очень зло и метко бичует пороки и глупость своих современников. Книга эта долгое время пользовалась огромной популярностью среди народа благодаря здравому смыслу, прямоте и остроумию, а также знанию жизни и людей, которыми она проникнута. Она многократно издавалась и переделывалась и была переведена не только на латинский (пер. Якова Лохера, Базель, 1497), но и на большинство европейских языков.

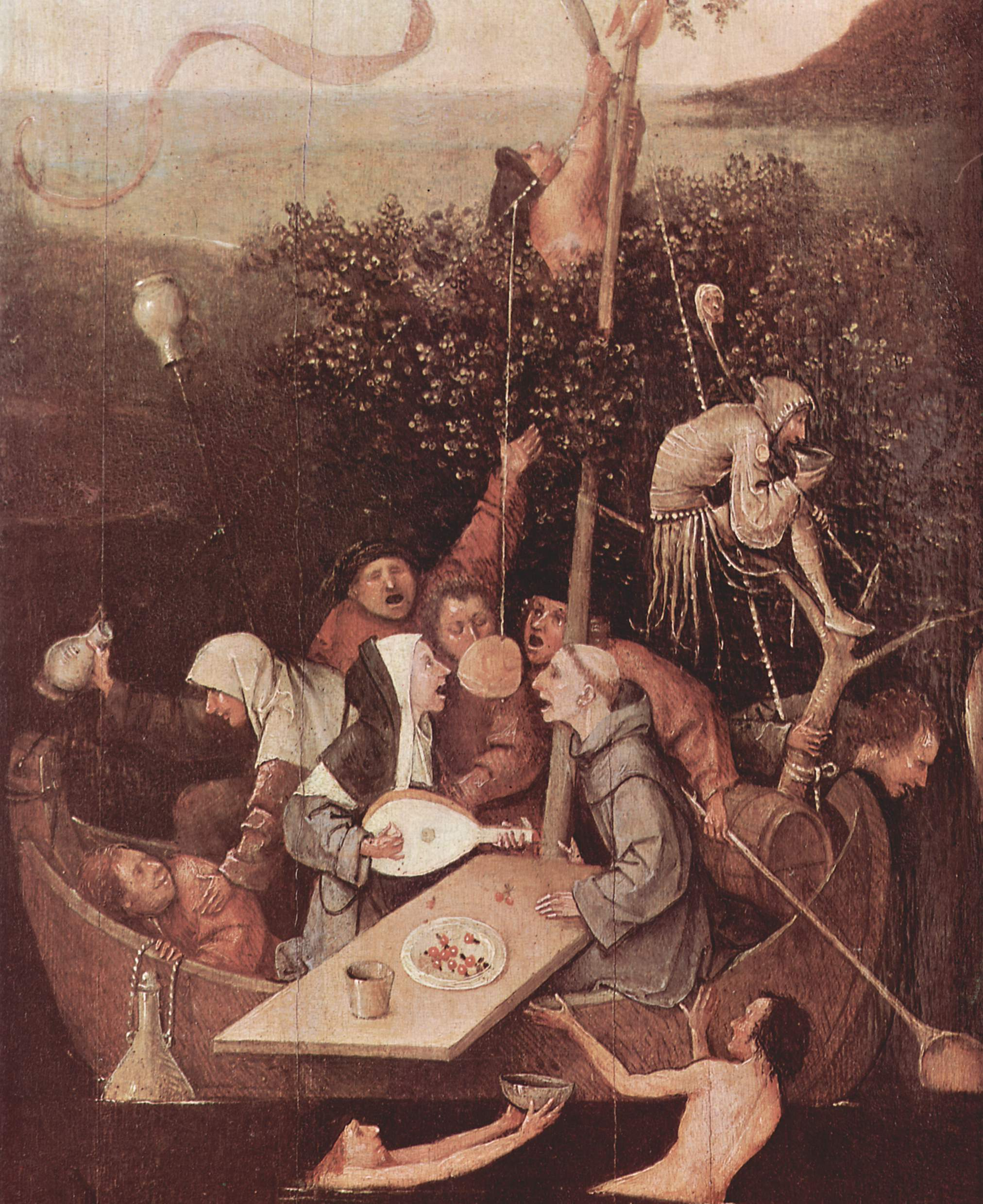
И. Босх. Корабль дураков. Лувр. Париж

Написанная по-немецки, книга стала своеобразным сатирическим «зерцалом» предреформационной эпохи. Изображая вереницу дураков разных сословий и профессий, собирающихся отплыть в царство глупости, Брант обличает невежество и своекорыстие, мир торжества «господина Пфеннига», забвение князьями, попами, монахами, юристами заботы об общем благе. Нравоучительные сентенции, народные пословицы и поговорки пронизывают всю ткань его произведения. Пафос книги — в патриотической задаче пробуждения разума и исправления нравов в Германии. Брант остро ощущает необходимость и неизбежность перемен в жизни общества. Книга Бранта стала истоком целого направления немецкой литературы XVI в. — «литературы о дураках», её влияние сказалось и в других странах Европы.
Ни мотив дурака, ни образ корабля не были чем-то новым: первый в Средние века был синонимом повреждённого в уме (с XII в. «дураков», в том числе мнимых, держали при княжеских дворах для развлечения), второй напоминал о народных праздниках, карнавальных играх и масленичных гуляньях. Стихотворная сатира Бранта — блестящая компиляция материала, рассеянного в бесчисленных духовных и светских сочинениях морализаторского содержания. Текст отвечает традиционной христианской морали: глупость — это не заблуждение, а грех, удаление от Бога и его заповедей. Став «зеркалом» многообразнейшей и всеобщей человеческой глупости, книга положила конец жанру средневековой «сословной сатиры». Её новизна заключалась в бодрящей, живой авторской интонации, исполненной оптимизма и гуманистической идеи улучшения мира — согласно Бранту, грешник-глупец, который откажется от своей суетности, вернёт себе возможность вечного спасения. Автор сознательно использовал приём имитации фольклорного жанра, оживив текст множеством остроумных речевых оборотов. Успех «Кораблю дураков» обеспечили и иллюстрации, с самого начала, видимо, предусмотренные автором, Себастьяном Брантом.

## Переводы на русский язык
Русский перевод Льва Пеньковского был впервые напечатан в 1965 году в издательстве «Художественная литература» и является первым опытом перевода сатиры Бранта в наиболее полном объёме (до этого публиковались только отдельные отрывки в хрестоматиях). Даже в этом переводе, однако, не было строк, например, о богохульниках. 

## Издания текста
- Себастиан Брант. Корабль дураков; Эразм Роттердамский. Похвала глупости. Навозник гонится за орлом. Разговоры запросто; Письма тёмных людей; Ульрих фон Гуттен. Диалоги / Пер. с нем. и латинского. — М.: Художественная литература, 1971. — 768 с. — (Библиотека всемирной литературы). — 300 000 экз.